# Lathom South
Lathom South – civil parish w Anglii, w Lancashire, w dystrykcie West Lancashire. W 2011 civil parish liczyła 657 mieszkańców.